# Photocall (lugar)

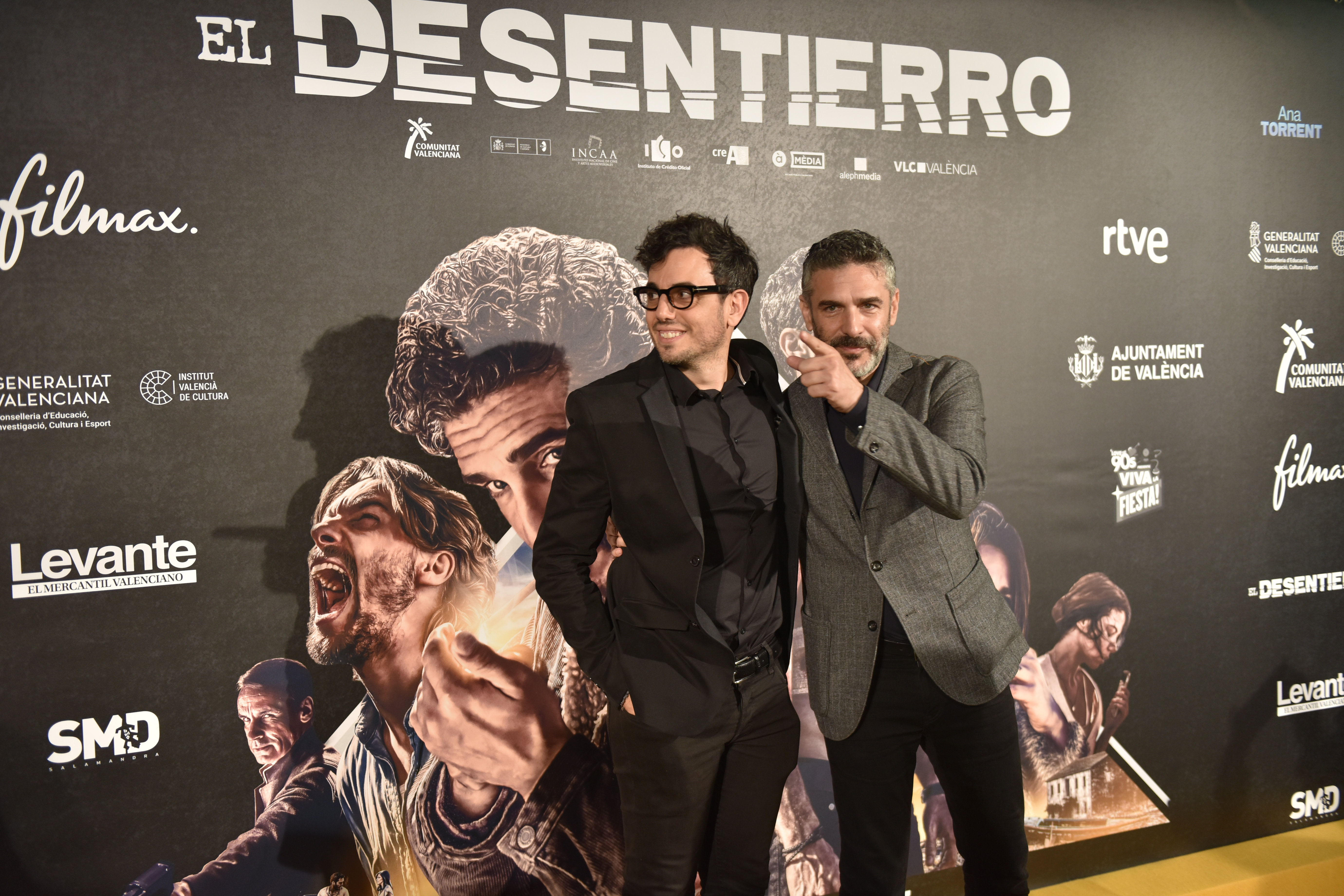
Actores en el photocall de la película El desentierro

El photocall ("forillo" o "escenario", en castellano, combinación de las palabras inglesas para "fotografía" y "llamada") es el espacio privilegiado que ocupan celebridades, personajes reconocidos o simplemente gente famosa cuando llegan a un acto, antes de entrar al local del mismo. Es un espacio importante, sobre todo porque en ese lugar las personas se detienen un momento, mientras que los fotógrafos tratan de buscar su mejor ángulo para tomar fotografías.
Hay que mencionar, pues, que el uso principal del photocall es hacer publicidad de las marcas participantes en el acto, ya que detrás de los famosos hay un fondo con logotipos y marcas, por lo general relevantes para el público. Sin embargo, su uso no es exclusivo del mundo del cine, ya que actualmente se utilizan muchos photocalls para todo tipo de actos, en especial fiestas de prestigio y bodas. 
El photocall normalmente se encuentra justo afuera, o enfrente, de la entrada al acto, pero también su lado opuesto puede estar cerca del lugar adonde llegan los automóviles. Así, la gente tendrá fácil acceso desde su coche al photocall, y de ese al lugar del acto principal. El público y los automóviles no obstruyen el paso de la gente al photocall, ya que estarán en la parte de enfrente junto con los fotógrafos.

## Galería

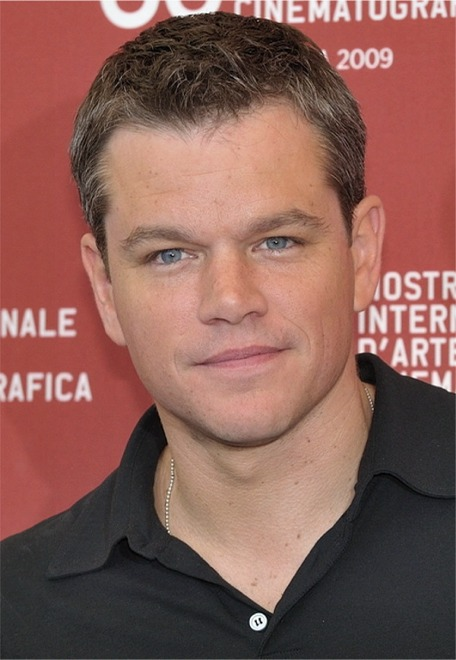
Matt Damon en el photocall del Festival de Venecia en 2009
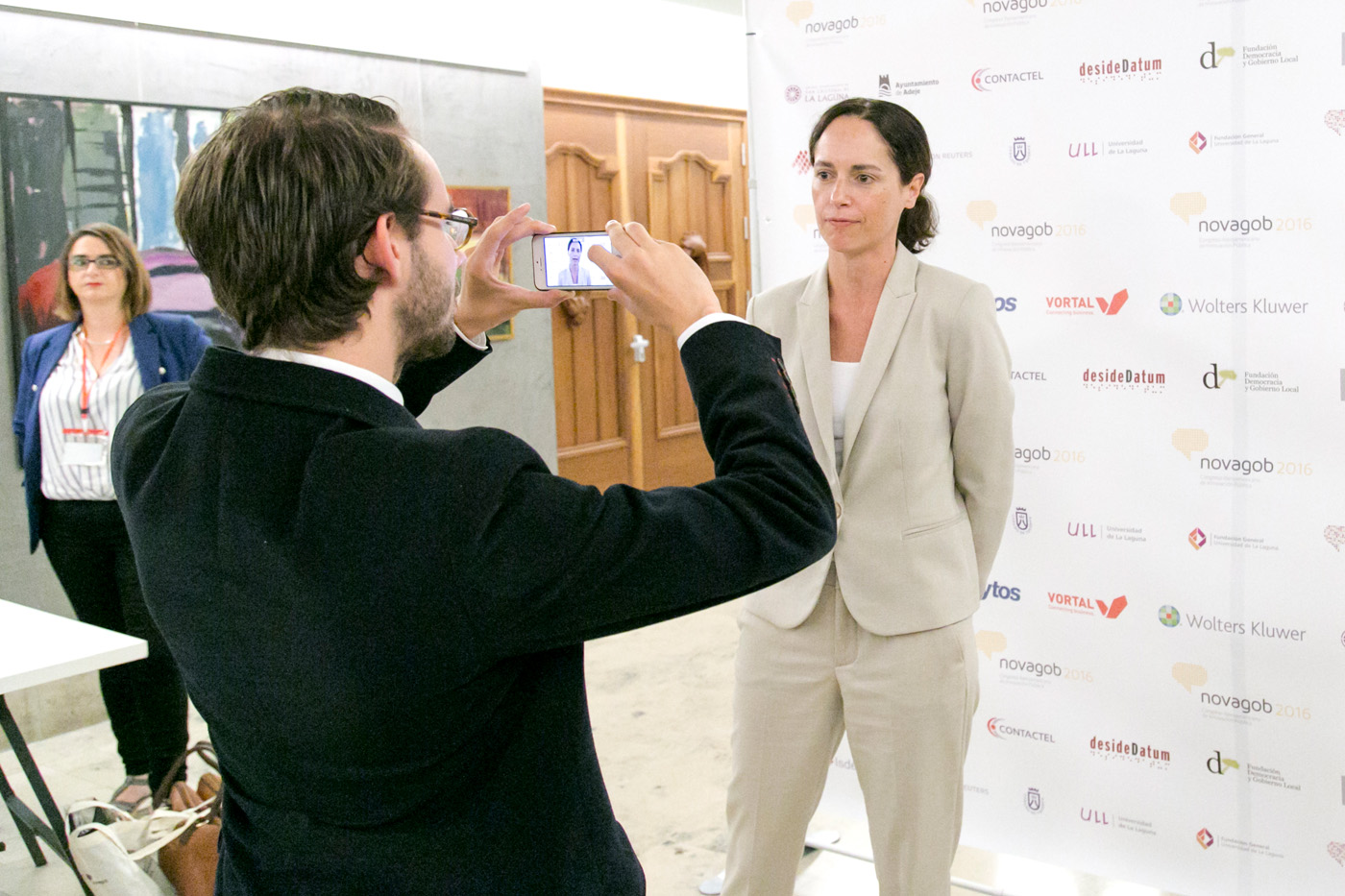
Posando para una foto
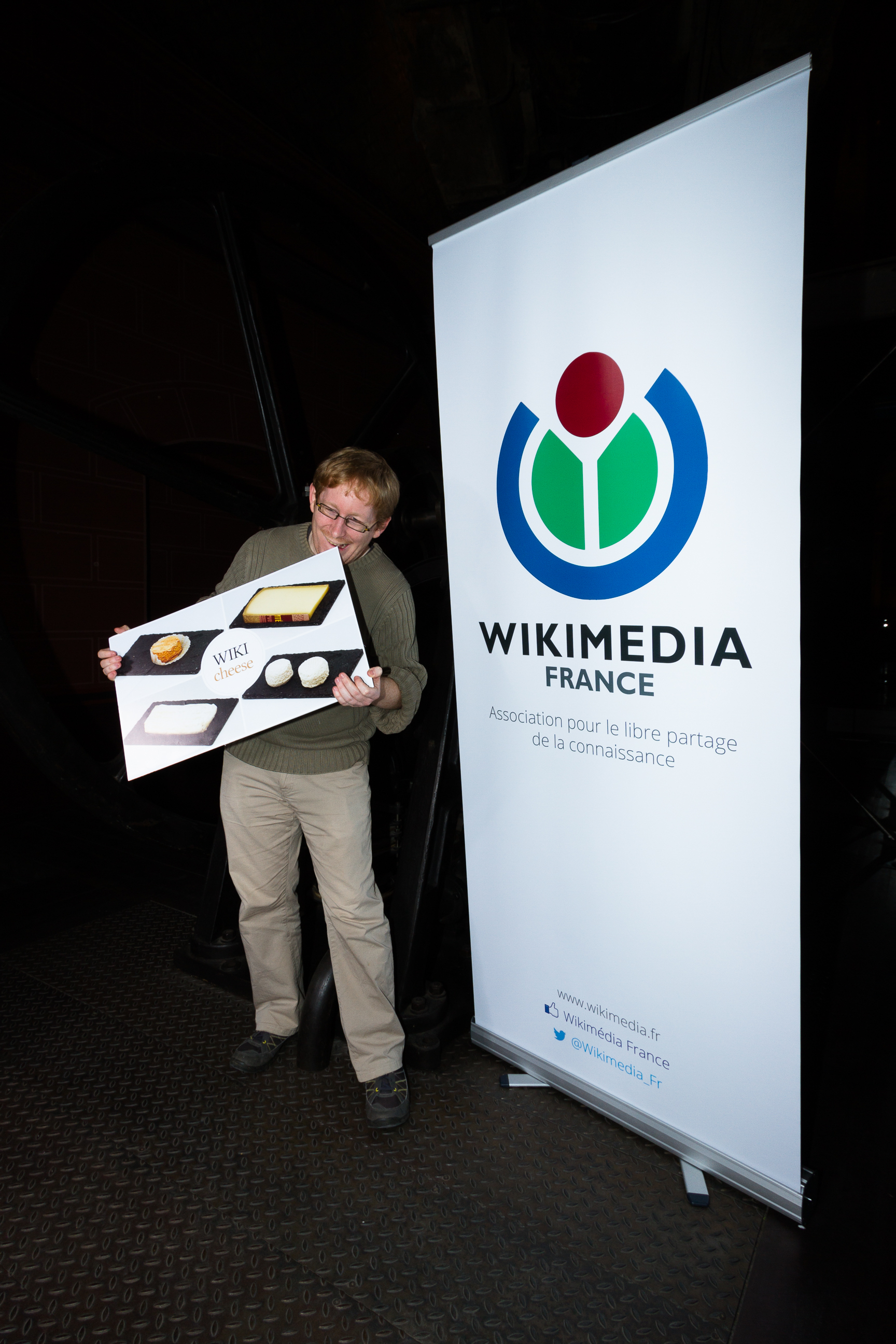
Photocall de un evento de Wikimedia en Francia
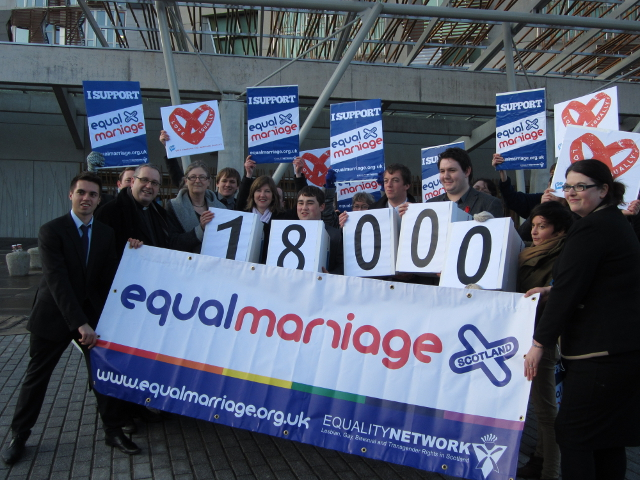
Photocall en un acto reivindicativo
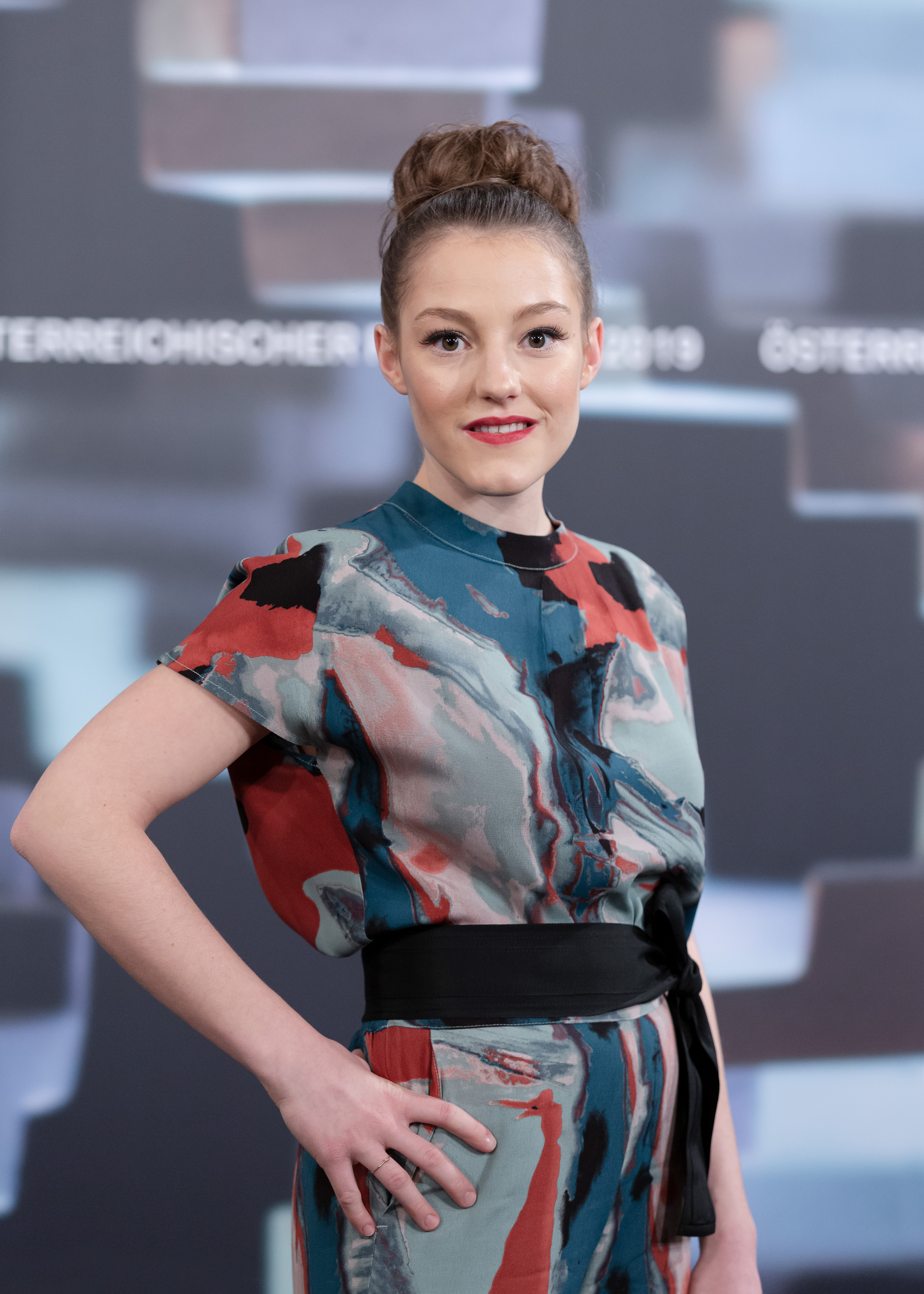
Sophie Stockinger en los premios de cine austriacos 2019